# Менесто
Менесто је у грчкој митологији била нимфа.

## Митологија
Хесиод ју је у теогонији сврставао у Океаниде. Због свог имена, које означава брзину, снагу и уопште силовито деловање, вероватно је била најада брзопроточних извора или аура снажних ветрова.

## Биологија
Латинско име ове личности (Menestho) је назив за род пужева.